# Ablade Kumah
Samuel Ablade Kumah (26 giugno 1970) è un ex calciatore ghanese, di ruolo centrocampista.
Ad eccezione di una parentesi tra il 1995 ed il 1998, anno del ritiro, in cui ha giocato nel campionato saudita con le maglie di Al-Shabab e Al-Ittihad ha passato la maggior parte della carriera in patria giocando per gli Hearts of Oak.
Nel 1992 ha fatto parte della selezione ghanese vincitrice della medaglia di bronzo ai Giochi olimpici di Barcellona 1992.
Con la maglia della Nazionale maggiore è sceso in campo diciassette volte segnando due gol ed ha preso parte alle Coppa d'Africa del 1996 e del 1998.

## Palmarès

### Club

#### Competizioni nazionali
- Premier League (Ghana): 1

Haerts of Oak: 1989-1990
- Coppa di Ghana: 2

Haerts of Oak: 1989, 1993-1994
- Coppa del Principe della Corona saudita: 1

Al-Shabab: 1996
- Supercoppa araba: 1

Al-Shabab: 1995

### Nazionale
- Bronzo olimpico: 1

Barcellona 1992